# Marieluise Claudius
Marieluise Claudius ou Marie-Luise Claudius (née le 6 janvier 1912 à Meiningen; morte le 2 août 1941 à Berlin) était une actrice allemande.

## Biographie
Marieluise Claudius était la fille de l'acteur et écrivain Erich Claudius et de l'actrice Lisbeth Reschke. Durant son enfance, elle apparut plusieurs fois sur la scène du théâtre de Meiningen et elle connut son premier engagement en 1932 à Düsseldorf.
Marieluise Claudius mourut à 29 ans d'un problème cardiaque. Elle a été enterrée au Neuer Friedhof Wannsee (de) mais sa tombe a été perdue.

## Filmographie partielle
- 1933 : Reifende Jugend de Carl Froelich
- 1935 : Les Deux Rois de Hans Steinhoff
- 1936 : Die Entführung de Géza von Bolváry
- 1936 : August der Starke de Paul Wegener :
- 1937 : On a tué Sherlock Holmes de Karl Hartl

## Source de la traduction
- (en) Cet article est partiellement ou en totalité issu de l’article de Wikipédia en anglais intitulé « Marieluise Claudius » (voir la liste des auteurs).